# Koch Industries
Koch Industries ist ein US-amerikanisches Unternehmen mit Sitz in Wichita, Kansas. Das Mischunternehmen ist in 50 Ländern unter anderem in den Produktionsbereichen Erdöl, Erdgas, Chemie, Energie, Asphalt, Kunstdünger, Nahrungsmittel und Kunststoff tätig. Koch Industries war 2022 die zweitgrößte nicht-börsennotierte Gesellschaft in den Vereinigten Staaten.
Die Inhaber Charles (* 1935) und David Koch (1940–2019) betätigten sich über Koch Industries politisch im libertär-konservativen und rechtspopulistischen Lager als Unterstützer der Tea-Party-Bewegung.

## Vorgeschichte
Im Jahre 1925 gründete Fred C. Koch zusammen mit seinem Klassenkameraden Lewis E. Winkler ein Ingenieurbüro in Wichita (Kansas) mit dem Namen Winkler-Koch Engineering Company. Zwei Jahre später entwickelten beide ein neuartiges und effizientes thermisches Crackverfahren, um aus Rohöl Benzin zu gewinnen, und bedrohten damit den Wettbewerbsvorteil der etablierten Ölgesellschaften, die daraufhin Klage wegen Patentverletzung erhoben. Vorübergehend war das Unternehmen von Geschäften in den Vereinigten Staaten ausgeschlossen und wandte sich anderen Märkten zu. Zwischen 1929 und 1932 baute Winkler-Koch in der Sowjetunion 15 Crackanlagen, wodurch der bisherige reine Erdöl-Lieferant eine eigene Ölindustrie aufbauen konnte. Während dieser Zeit lernte Koch den Sozialismus des Stalin-Regimes kennen. In den Jahren 1934 und 1935 war er am Bau der Eurotank-Raffinerie, einer der größten Ölraffinerien des Dritten Reichs in Hamburg, beteiligt. In seinem 1960 erschienenen Buch A Business Man Looks at Communism beschreibt er die Sowjetunion als ein „Land mit Hunger, Armut und Terror“.
Im Jahr 1940 gründete Fred Koch mit neuen Partnern die Wood River Oil and Refining Company, die nach seinem Tod in Koch Industries umbenannt wurde.

## Geschäftstätigkeit
Koch Industries gehört seit dem Tod Fred C. Kochs 1967 mehrheitlich seinen Söhnen Charles und David Koch (jeweils zu 42 Prozent), bzw. der Witwe des 2019 verstorbenen David Koch, Julia Koch, und deren 3 Kindern. Präsident und Vorstandschef ist Charles Koch. David Koch war bis Mitte 2018 Vize-Präsident, dann zog er sich aus gesundheitlichen Gründen zurück. Steve Feilmeier ist Chief Financial Officer. Das Unternehmen expandierte vor allem, indem es andere Firmen und Erschließungsrechte kaufte (siehe die Liste weiter unten). Dabei war es außerordentlich erfolgreich. Der Umsatz, der 1960 bei 70 Millionen Dollar lag, wuchs bis 2019 auf 115 Milliarden an.

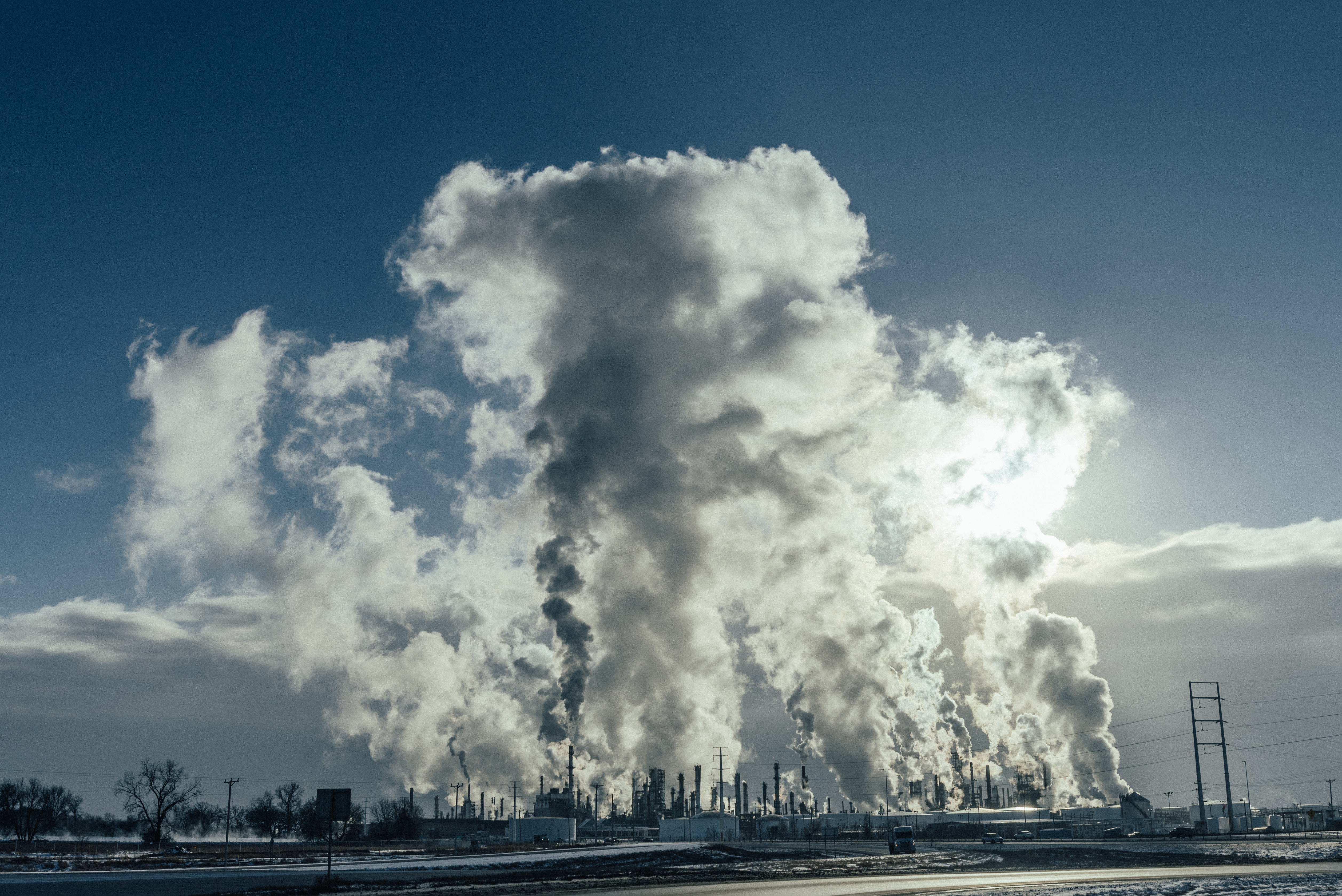
Die Pine Bend Refinery (2018)

Eine der lukrativsten Übernahmen war die Pine Bend Refinery (damals Great Northern Oil Company) in Minnesota, an der Koch Industries 1969 die Mehrheit erwarb. Diese Raffinerie verarbeitet sehr billiges Rohöl aus kanadischem Teersand und hat daher eine besonders hohe Gewinnspanne. Wegen zunehmender Umwelt-Auflagen konnte sich keine große Konkurrenz in der Gegend etablieren. Dabei ist diese Raffinerie besonders „schmutzig“, weil das minderwertige Rohöl bei der Raffination sehr viel Energie erfordert.
Seit den 1970er Jahren ist Koch Industries zunehmend in Rechtsstreitigkeiten verwickelt, insbesondere wegen Nichteinhaltung von Umweltschutzvorschriften. Charles Koch betrachtet derartige Vorschriften als eine „totalitäre“ Einmischung in seine Freiheit als Unternehmer, und 1978 rief er im Libertarian Review andere Unternehmer zu einem radikalen Widerstand gegen jegliche staatliche Einmischung auf: „We should not cave in the moment a regulator sets foot on our doorstep. […] Do not cooperate voluntarily; instead resist wherever and to what extent you legally can. And do so in the name of justice.“ („Wir sollten nicht nachgeben, wenn ein Regulierer unser Gelände betritt. [...] Kooperiert nicht freiwillig, sondern wehrt euch, wo und soweit ihr das legal könnt. Und tut das im Namen der Gerechtigkeit.)“
1989 veranlasste der US-Senat eine Untersuchung aufgrund von Anschuldigungen, Koch Industries stehle planmäßig und in großem Stil Rohöl aus Indianer-Reservaten, indem sie Messungen der entnommenen Mengen fälschten. Das Unternehmen übte in diesem wie in anderen vergleichbaren Fällen Druck auf Zeugen aus und versuchte sie zu diskreditieren. Außerdem vergaben die Kochs Spenden an beteiligte Politiker, darunter der Senator Don Nickles. Dieser sorgte dafür, dass der für den Fall zuständige Staatsanwalt ausgetauscht wurde, und unter der Leitung des Nachfolgers ließ die Grand Jury das Verfahren einstellen. Einer der an dem Fall beteiligten FBI-Agenten, Richard Elroy, quittierte daraufhin den Dienst und setzte seine Untersuchungen im Auftrag von Bill Koch, einem Bruder der Firmenchefs, der mit ihnen im Streit lag und ihnen illegale Machenschaften nachweisen wollte, als Privatdetektiv fort, wobei er über die Jahre etwa 500 mögliche Zeugen befragte. 1999 kam es zu einem erneuten Prozess, und Koch Industries wurde des Betrugs in 24.587 Fällen für schuldig befunden.
Zu einer besonders hohen Strafe von 296 Millionen Dollar wurde Koch Industries ebenfalls 1999 verurteilt, nachdem bei einer Explosion von aus einer defekten Pipeline ausgetretenem Gas zwei Menschen getötet worden waren. Das Gericht erkannte nicht nur auf Fahrlässigkeit, sondern auf Böswilligkeit, weil dem Unternehmen der extrem schlechte Zustand der zuvor bereits stillgelegten Pipeline bekannt war und die Anwohner nicht vor der Gefahr gewarnt wurden, die von dieser unterirdischen Pipeline ausging.
Nach diesen juristischen Niederlagen verkaufte Koch Industries große Teile seiner Pipelines, stieg in großem Stil in den Finanzsektor ein und diversifizierte sich u. a. durch die Übernahme der Kunstfaser-Sparte von DuPont für 4 Milliarden und des Holzverarbeitungs-Konzerns Georgia-Pacific für 21 Milliarden Dollar. Dennoch blieb Koch Industries einer der größten Umweltverschmutzer in den USA und wurde 2012 von der Environmental Protection Agency als größter Produzent von Sondermüll identifiziert. Zudem avancierte das Unternehmen durch die Übernahmen zu einem der größten Produzenten von Formaldehyd, das dann offiziell als krebserregend eingestuft wurde. Koch Industries versuchte, gegen diese Klassifizierung vorzugehen, und in diesem Kontext wurde bekannt, dass David Koch im Beirat des National Cancer Institute saß, das bei solchen Entscheidungen mitwirkt. Koch zeigte sich empört, als ihm deshalb ein Interessenkonflikt unterstellt wurde.
Das Unternehmen wird nach Prinzipien geführt, die Charles Koch als Market-Based Management („Markt-basiertes Management“) zusammenfasst. Alle Mitarbeiter stehen wie Unternehmer in der Marktwirtschaft miteinander in einem Wettbewerb, weil ihre Bezahlung zu großen Teilen aus erfolgsabhängigen Bonuszahlungen besteht. Im Einklang mit dem politischen Engagement der Koch-Brüder für eine Reform der US-Strafjustiz gehört Koch Industries zu den wenigen großen Unternehmen, die ausdrücklich ehemalige Straftäter nach Verbüßung der Strafe einstellen.
Nach der Invasion der Ukraine durch Russland im Februar 2022 begrenzte oder beendete Koch Industries im Gegensatz zu vielen anderen Konzernen die Geschäftstätigkeit in Russland nicht. Das Unternehmen unterstützte stattdessen Gruppen, die gegen Sanktionen opponierten. Im Juli 2022 verkaufte Koch Industries zwei Guardian-Glass-Werke in Russland mit rund 600 Beschäftigten und verurteilte in einer Stellungnahme den russischen Angriffskrieg.

## Entwicklung und Unternehmensaufkäufe
Nachfolgend eine unvollständige Liste der Akquisitionen und die damit verbundenen Ereignisse:
- 1940: Fred Koch ist Mitbegründer der Wood River Oil and Refining Company
- 1946: Das Unternehmen erwirbt Rock Island Oil & Refining Co. in Oklahoma
- 1959: Umbenennung in Rock Island Oil and Refining
- 1959: Fred Koch beteiligt sich mit 35 Prozent an der Great Northern Oil Company in Saint Paul (Minnesota)
- 1967: Nach dem Tode des Firmengründers Fred Koch übernimmt sein Sohn Charles Koch die Unternehmensleitung
- 1967: Umbenennung in Koch Industries
- 1969: Charles Koch und J. Howard Marshall II erhalten eine Mehrheit an der Great Northern Oil Company; die Raffinerie wird in Koch Refining umbenannt
- 1977: Koch übernimmt Abcor, die im Jahre 1985 in Koch Membrane Systems umbenannt wird
- 1981: Das Unternehmen übernimmt eine Raffinerie von Sun Oil in Corpus Christi (Texas)
- 1986: Übernahme der C. Reiss Coal Company
- 1989: Übernahme der Vermögenswerte der John Zink Company
- 1992: Erwerb der United Gas Pipeline
- 1993: Erwerb der Elf Asphalt
- 1997: Erwerb der Delhi Group
- 1998: Purina Mills, ein amerikanischer Futtermittelhersteller, wird übernommen
- 1998: Erwerb von Anteilen an der Polyester-Sparte der Hoechst AG, hieraus wird das spätere Tochterunternehmen KoSa gebildet
- 2000: Ein US-Konkursgericht storniert die Übernahme der Purina, um diese zu erhalten
- 2001: Partnerschaft mit Entergy Corporation, in die auch die United Gas Pipeline eingebracht wird
- 2003: Erwerb der Düngemittelsparte aus der Konkursmasse von Farmland Industries
- 2004: Entergy-Koch wird wieder verkauft
- 2004: Erwerb der Invista Fasern und Harze von DuPont und Zusammenschluss mit KoSa (ehem. PE-Sparte von Hoechst). - In Deutschland dann tätig als Invista Resins & Fibres GmbH
- 2005: Erwerb der italienischen Industrie Meccaniche di Bagnolo SpA und Umbenennung in Koch Heat Transfer Company Srl
- 2005: Erwerb der Georgia-Pacific ist die größte Übernahme in den USA
- 2005: Übernahme der Puron AG aus Aachen, einem Membran-Hersteller für Wasseraufbereitungsanlagen
- 2013: Übernahme von Molex für rund 7,2 Milliarden US-Dollar
- 2014: Übernahme der Flint Group, dem zweitgrößten Druckfarbenhersteller weltweit[17]
- 2016: Übernahme von Guardian Industries
- 2017: Investition in Infor
- 2020: Übernahme von Infor

## Politische Aktivitäten

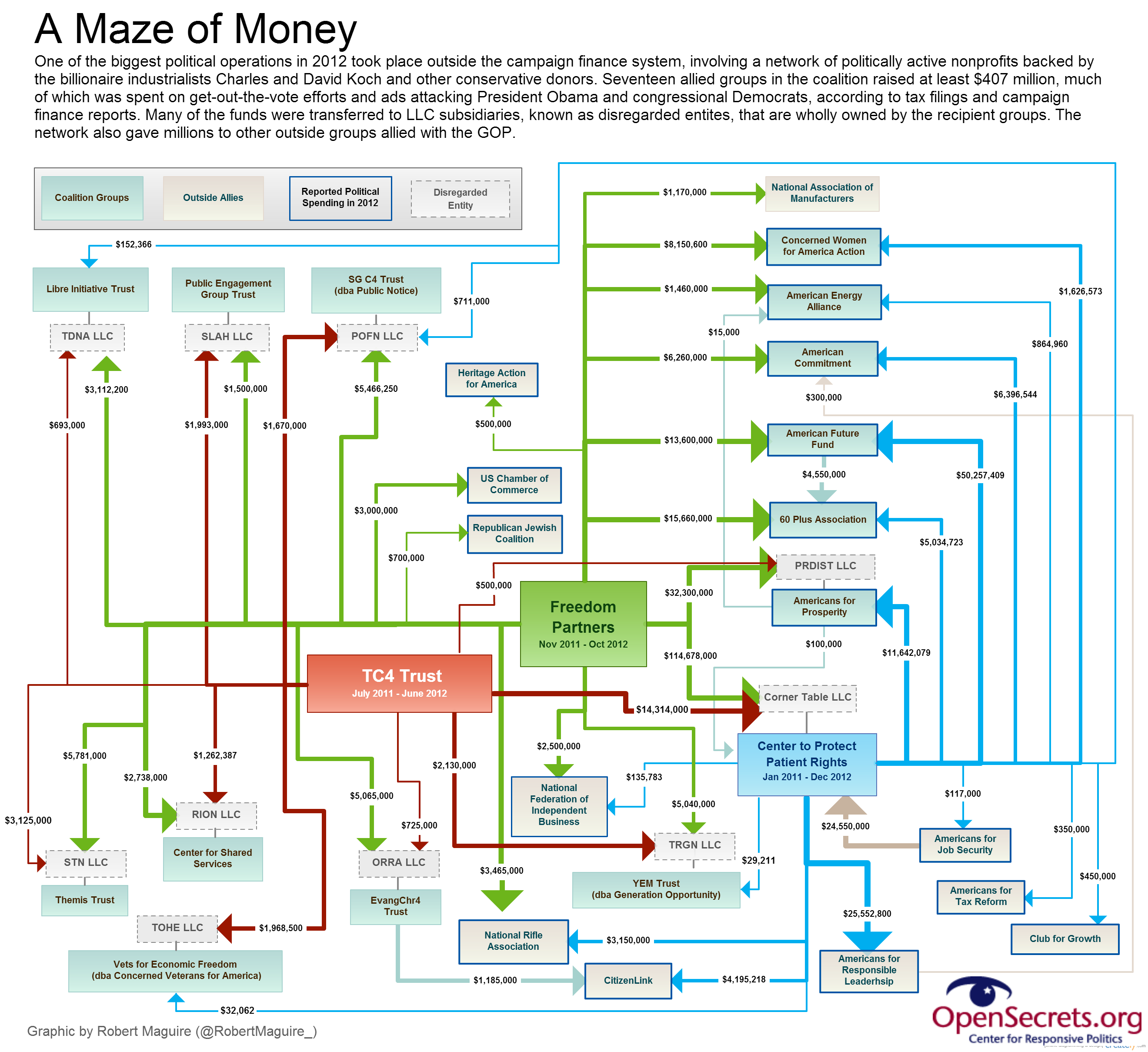
Geldfluss zwischen den Non-Profit-Organisationen im Netzwerk der Koch-Brüder im Jahr 2012

Die Koch-Brüder leiten die Koch Family Foundation, eine politische Stiftung. Diese gilt als einer der einflussreichsten Sponsoren von klimaskeptischen Positionen. Neben umfangreichen Spenden für konservative Denkfabriken war sie auch verantwortlich für den Aufbau von Organisationen wie dem Cato Institute und Americans for Prosperity. Koch Industries finanziert ein „Netzwerk der Verleugnung“, um die Glaubwürdigkeit bestimmter Wissenschaftler systematisch zu diskreditieren und Klimagesetze zu verhindern.
Um ihre radikal konservativ-libertären Ansichten in der Wissenschaft zu etablieren, finanzierten die Kochs in den 1980er Jahren die Gründung des Mercatus Centers an der damals noch unbedeutenden George Mason University in der Nähe von Washington und waren danach auch die wichtigsten Geldgeber für diese Denkfabrik, die im Rahmen einer staatlich geförderten Universität laut Kritikern vor allem den Interessen von Koch Industries dient. Zusammen mit dem angeschlossenen, ebenfalls Koch-finanzierten Institute for Humane Studies entfaltete es eine bedeutende Wirkung etwa auf die Steuerpolitik Ronald Reagans. Ein Vertreter der wirtschaftswissenschaftlichen Fakultät, James M. Buchanan, erhielt 1986 den Nobelpreis.
Zudem kam den Koch-finanzierten Frontorganisationen Americans for Prosperity and FreedomWorks über Astroturfing-Kampagnen eine einflussreiche Rolle bei der Formierung der Tea-Party-Bewegung zu. Danach trugen sie maßgeblich dazu bei, die Repräsentanten der Republikanischen Partei zur Klimawandelleugnung zu bewegen. Die Koch-Brüder unterstützen die Tea-Party-Bewegung zudem finanziell und organisatorisch.
Laut Greenpeace flossen zwischen 1997 und 2008 fast 48 Millionen US-Dollar von Koch Industries in die Arbeit von Organisationen unter deren Tätigkeiten auch die Verbreitung von Klimaskeptizismus ist. Nachdem Ende der 2000er Jahre die Finanzierung von Klimaleugnergruppen u. a. durch Koch Industries und Exxon öffentlich gemacht wurde, ging die Zahl direkter Zuwendungen deutlich zurück, während die Finanzierung durch den Donors Trust rapide anstieg. Dieser leitet Spenden anonym weiter, wodurch die ursprüngliche Herkunft der Gelder nicht mehr nachweisbar ist; dieser Prozess wird in der wissenschaftlichen Literatur als Verschleierung der Spendenherkunft interpretiert.
Im Jahr 2014 wurde bekannt, dass die Koch-Stiftung über Spenden an die Florida State University versuchte, gezielt Professoren mit libertären Ansichten in der Fakultät für Wirtschaftswissenschaften zu platzieren und so Einfluss auf das Lehrangebot zu nehmen. Insgesamt gaben die Charles Koch-Foundation und drei weitere, von Koch geführte Organisationen 106 Mio. US$ an US-Universitäten, davon 77,7 Mio. US$ an die George Mason University, vor allem an das dort angesiedelte Mercatus Center und das dortige Institute for Humane Studies. An der Western Carolina University finanzierten Koch-Stiftungen das Center for the Study of Free Enterprise. Befürchtungen, dass über die Zuwendungen Einfluss auf Forschung und Lehre genommen werden soll, um eine von Charles Koch und seinem Strategen Richard Fink entworfene Strategie sozialer Änderungen umzusetzen, führten zu Widerstand an einigen Universitäten.
Für das Vorfeld der Wahlen 2016 (darunter die Präsidentschaftswahl, die Wahl des Repräsentantenhauses, die Wahl von 34 der 100 US-Senatoren und die Wahl zahlreicher Gouverneure) setzten die Gebrüder Koch das Ziel, 900 Mio. Dollar einzusammeln. Dies wäre der höchste Wert, der jemals von Privatpersonen im Wahlkampf eingesetzt worden wäre. Zu den von ihnen mit Millionensummen unterstützten Politikern gehören der Vizepräsident Mike Pence und Scott Pruitt, ein erklärter Klimawandelleugner und US-Umweltminister 2017 bis Juli 2018. In Donald Trumps Übergangsteam hatten etwa ein Drittel aller Personen Verbindungen zum Koch-Netzwerk.